# Baritazione

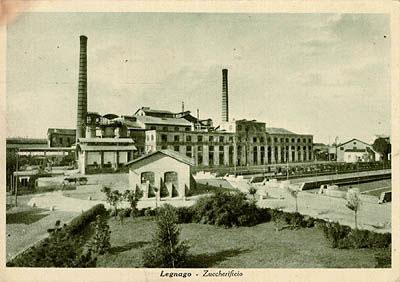
L'ex zuccherificio T. Maraini e C. di Legnago in una foto d'epoca.

La baritazione è un metodo di chimica industriale utilizzato per il recupero dello zucchero dalla melassa. Il nome deriva dall'idrossido di bario, sostanza chimica impiegata nel processo. Inventata da Rodolfo Battistoni, la baritazione fu considerata agli inizi del Novecento una grande innovazione tecnologica nell'industria zuccheriera. Il maggiore stabilimento italiano ad impiegare il metodo fu lo zuccherificio di Legnago, la cui chiusura nel 1977 mandò definitivamente in disuso la baritazione, diventato ormai un processo obsoleto e poco vantaggioso.

## Processo
Alla melassa diluita viene aggiunto Ba(OH)2 che in soluzione acquosa forma complessi insolubili col saccarosio. Tali complessi danno luogo ad un precipitato che viene inizialmente filtrato e in un secondo momento risospeso in acqua pura in presenza di anidride carbonica, con la quale dà la reazione:
Ba(OH)2 + CO2 → BaCO3↓ + H2O
Reagendo con la CO2, lo zucchero si libera dal bario, entrando in soluzione, mentre il carbonato, insolubile, precipita. La soluzione viene quindi filtrata per allontanare BaCO3 e lo zucchero viene fatto cristallizzare tramite essiccamento per poter essere recuperato.

## La polemica
L'elevato risparmio economico e di materiale che derivava dal recupero dello zucchero dalla melassa permetteva ad una delle principali aziende produttrici dell'epoca, la società Veneta Zuccheri, controllata dal gruppo Montesi, di commercializzare il prodotto finito a bassissimi prezzi, a discapito delle società rivali, prima tra tutte l'Eridania. Fu proprio quest'ultima, nel 1956, a far notare la cosa al Ministero delle finanze che, per ristabilire l'eguaglianza di condizioni tra i gruppi rivali, decise di creare una nuova imposta sullo zucchero prodotto col sistema della baritazione, che di fatto risultò tale da costituire un deterrente alla continuazione del processo industriale. Poco tempo dopo, in seguito ad un "armistizio" tra i due gruppi rivali, la Veneta Zuccheri chiese ed ottenne l'esenzione dall'imposta.